# Csesznek
Csesznek (alemán: Zeßnegg, croata: Česneg, eslovaco: Česnek) es una aldea en el condado de Veszprém, Hungría. En 2014 tenía 564 habitantes. Especialmente conocida por su castillo medieval.
El castillo medieval de Csesznek fue construido cerca de 1263 por el barón Jakab Cseszneky que era el portaespadas del rey Béla IV. 
Él y sus descendientes se han llamado por castillo: Cseszneky. 
Entre 1326 y 1392 era un castillo real cuando Segismundo de Hungría lo ofreció para la familia de Garai en cambio por el Banato de Moesia. 
En 1482 la línea masculina de los Garai extinguió y el rey Matías Corvino de Hungría donó el castillo a la familia Szapolyai. 
En 1527 el barón Bálint Török lo ocupó. Durante el decimosexto siglo las familias Csábi, Szelestey y Wathay estaban en la posesión de Csesznek. En 1561 Lőrinc Wathay repelió con éxito el sitio de los turcos. Sin embargo, en 1594 el castillo fue ocupado por las tropas turcas, pero ya en 1598 los húngaros lo recobraron. Entonces otra vez era propiedad de la familia Cseszneky hasta que en 1635 Dániel Esterházy comprara el castillo y la aldea.

## Enlaces
- A website about the village and castle
- Csesznek at Irány Magyarország!
- Pictures from the air
- Society for the Tourism in Bakony
- Zirc region Archivado el 8 de mayo de 2021 en Wayback Machine.
- Pictures of the castle
- Csesznek - link collection
- 3D picstures of the castle

- Datos: Q152389
- Multimedia: Csesznek / Q152389

1. ↑  Worldpostalcodes.org,código postal n.º 8419.